# El Metlapil
El Metlapil är en ort i Mexiko.   Den ligger i kommunen Acapulco de Juárez och delstaten Guerrero, i den södra delen av landet, 290 km söder om huvudstaden Mexico City. El Metlapil ligger 13 meter över havet och antalet invånare är 1 082.
Terrängen runt El Metlapil är platt söderut, men norrut är den kuperad. En vik av havet är nära El Metlapil söderut. Runt El Metlapil är det tätbefolkat, med 397 invånare per kvadratkilometer. Närmaste större samhälle är Acapulco, 15,2 km väster om El Metlapil. Omgivningarna runt El Metlapil är en mosaik av jordbruksmark och naturlig växtlighet.